# اس‌ام یو-۱۶۶
اس‌ام یو-۱۶۶ (به انگلیسی: SM U-166) یک زیردریایی است که طول آن 70.60 m (overall) می‌باشد. این زیردریایی در سال ۱۹۱۸ ساخته شد.